# Horia Tecău
Horia Tecău (ur. 19 stycznia 1985 w Braszowie) – rumuński tenisista, mistrz Wimbledonu 2015 i US Open 2017 w grze podwójnej oraz Australian Open 2012 w grze mieszanej, triumfator ATP World Tour Finals 2015 w deblu, srebrny medalista gry podwójnej z Rio de Janeiro (2016), reprezentant kraju w Pucharze Davisa.

## Kariera tenisowa
Grając jeszcze jako junior, Tecău dwukrotnie wygrał, w 2002 i 2003 roku, Wimbledon w grze podwójnej, partnerując Florinowi Mergerze. W 2002 i 2003 Tecău osiągnął również finał Australian Open, tworząc duet w każdym z turniejów z Florinem Mergeą. Na początku grudnia 2002 roku Tecău został sklasyfikowany na pozycji lidera klasyfikacji deblistów wśród juniorów.
Zawodowy tenisista w latach 2003–2022.
Startował głównie w deblu (w singlu rozegrał trzy mecze i wszystkie przegrał). Zwyciężał w turniejach z serii ITF Men’s World Tennis Tour, jak i ATP Challenger Tour. W rozgrywkach rangi ATP Tour wygrał 38 turniejów, w tym Wimbledon, US Open i ATP World Tour Finals, wspólnie z Jeanem-Julienem Rojerem. Ponadto Tecău przegrał w 24 finałach rozgrywek ATP Tour, w tym finały Wimbledonu w latach 2010, 2011 i 2012 i igrzysk olimpijskich w Rio de Janeiro (2016).
29 stycznia 2012 w parze z Amerykanką Bethanie Mattek-Sands wygrał konkurencję gry mieszanej wielkoszlemowego Australian Open. W finale pokonali Jelenę Wiesninę i Leandera Paesa 6:3, 5:7, 10–3. Dwa lata później razem z Sanią Mirzą osiągnął finał tych zawodów, ulegając w nim mikstowi Kristina Mladenovic–Daniel Nestor 3:6, 2:6. W 2016 roku po raz trzeci zagrał w finale mikstowego Australian Open, wspólnie z Coco Vandeweghe, z którą przegrali z Jeleną Wiesniną i Brunem Soaresem.
Od roku 2003 reprezentował Rumunię w Pucharze Davisa.
Najwyżej sklasyfikowany w rankingu singlistów był w kwietniu 2008 na 326. miejscu, a w klasyfikacji deblistów w listopadzie 2015 zajmował 2. pozycję.

### Finały w turniejach ATP Tour
| Legenda                                      |
| -------------------------------------------- |
| Wielki Szlem                                 |
| Igrzyska olimpijskie                         |
| Tennis Masters Cup / ATP Finals              |
| ATP Masters Series / ATP Tour Masters 1000   |
| ATP International Series Gold / ATP Tour 500 |
| ATP International Series / ATP Tour 250      |

#### Gra podwójna (38–24)
| Końcowy wynik | Nr  | Data                 | Turniej            | Nawierzchnia  | Partner           | Przeciwnicy                           | Wynik finału                  |
| ------------- | --- | -------------------- | ------------------ | ------------- | ----------------- | ------------------------------------- | ----------------------------- |
| Finalista     | 1.  | 24 maja 2009         | Kitzbühel          | Ceglana       | Andrei Pavel      | Marcelo Melo André Sá                 | 7:6(9), 2:6, 7–10             |
| Finalista     | 2.  | 19 lipca 2009        | Stuttgart          | Ceglana       | Victor Hănescu    | František Čermák Michal Mertiňák      | 5:7, 4:6                      |
| Zwycięzca     | 1.  | 16 stycznia 2010     | Auckland           | Twarda        | Marcus Daniell    | Marcelo Melo Bruno Soares             | 7:5, 6:4                      |
| Zwycięzca     | 2.  | 11 kwietnia 2010     | Casablanca         | Ceglana       | Robert Lindstedt  | Rohan Bopanna Aisam-ul-Haq Qureshi    | 6:2, 3:6, 10–7                |
| Zwycięzca     | 3.  | 19 czerwca 2010      | ’s-Hertogenbosch   | Trawiasta     | Robert Lindstedt  | Lukáš Dlouhý Leander Paes             | 1:6, 7:5, 10–7                |
| Finalista     | 3.  | 4 lipca 2010         | Wimbledon, Londyn  | Trawiasta     | Robert Lindstedt  | Jürgen Melzer Philipp Petzschner      | 1:6, 5:7, 5:7                 |
| Zwycięzca     | 4.  | 18 lipca 2010        | Båstad             | Ceglana       | Robert Lindstedt  | Andreas Seppi Simone Vagnozzi         | 6:4, 7:5                      |
| Zwycięzca     | 5.  | 29 sierpnia 2010     | New Haven          | Twarda        | Robert Lindstedt  | Rohan Bopanna Aisam-ul-Haq Qureshi    | 6:4, 7:5                      |
| Finalista     | 4.  | 9 stycznia 2011      | Brisbane           | Twarda        | Robert Lindstedt  | Lukáš Dlouhý Paul Hanley              | 4:6, krecz                    |
| Zwycięzca     | 6.  | 6 lutego 2011        | Zagrzeb            | Twarda (hala) | Robert Lindstedt  | Marcel Granollers Marc López          | 6:3, 6:4                      |
| Zwycięzca     | 7.  | 26 lutego 2011       | Acapulco           | Ceglana       | Victor Hănescu    | Marcelo Melo Bruno Soares             | 6:1, 6:3                      |
| Zwycięzca     | 8.  | 10 kwietnia 2011     | Casablanca         | Ceglana       | Robert Lindstedt  | Colin Fleming Igor Zelenay            | 6:2, 6:1                      |
| Finalista     | 5.  | 19 czerwca 2011      | ’s-Hertogenbosch   | Trawiasta     | Robert Lindstedt  | Daniele Bracciali František Čermák    | 3:6, 6:2, 8–10                |
| Finalista     | 6.  | 2 lipca 2011         | Wimbledon, Londyn  | Trawiasta     | Robert Lindstedt  | Bob Bryan Mike Bryan                  | 3:6, 4:6, 6:7(2)              |
| Zwycięzca     | 9.  | 17 lipca 2011        | Båstad             | Ceglana       | Robert Lindstedt  | Simon Aspelin Andreas Siljeström      | 6:3, 6:3                      |
| Finalista     | 7.  | 7 sierpnia 2011      | Waszyngton         | Twarda        | Robert Lindstedt  | Michaël Llodra Nenad Zimonjić         | 7:6(3), 6:7(6), 7–10          |
| Finalista     | 8.  | 9 października 2011  | Pekin              | Twarda        | Robert Lindstedt  | Michaël Llodra Nenad Zimonjić         | 6:7(2), 6:7(4)                |
| Finalista     | 9.  | 19 lutego 2012       | Rotterdam          | Twarda (hala) | Robert Lindstedt  | Michaël Llodra Nenad Zimonjić         | 6:4, 5:7, 14–16               |
| Zwycięzca     | 10. | 28 kwietnia 2012     | Bukareszt          | Ceglana       | Robert Lindstedt  | Jérémy Chardy Łukasz Kubot            | 7:6(2), 6:3                   |
| Finalista     | 10. | 13 maja 2012         | Madryt             | Ceglana       | Robert Lindstedt  | Mariusz Fyrstenberg Marcin Matkowski  | 3:6, 4:6                      |
| Zwycięzca     | 11. | 23 czerwca 2012      | ’s-Hertogenbosch   | Trawiasta     | Robert Lindstedt  | Juan Sebastián Cabal Dmitrij Tursunow | 6:3, 7:6(1)                   |
| Finalista     | 11. | 7 lipca 2012         | Wimbledon, Londyn  | Twarda        | Robert Lindstedt  | Jonathan Marray Frederik Nielsen      | 6:4, 4:6, 6:7(5), 7:6(5), 3:6 |
| Zwycięzca     | 12. | 15 lipca 2012        | Båstad             | Ceglana       | Robert Lindstedt  | Alexander Peya Bruno Soares           | 6:3, 7:6(5)                   |
| Zwycięzca     | 13. | 19 sierpnia 2012     | Cincinnati         | Twarda        | Robert Lindstedt  | Mahesh Bhupathi Rohan Bopanna         | 6:4, 6:4                      |
| Finalista     | 12. | 12 stycznia 2013     | Sydney             | Twarda        | Maks Mirny        | Bob Bryan Mike Bryan                  | 4:6, 4:6                      |
| Finalista     | 13. | 3 marca 2013         | Delray Beach       | Twarda        | Maks Mirny        | James Blake Jack Sock                 | 4:6, 4:6                      |
| Zwycięzca     | 14. | 27 kwietnia 2013     | Bukareszt          | Ceglana       | Maks Mirny        | Lukáš Dlouhý Oliver Marach            | 4:6, 6:4, 10–6                |
| Zwycięzca     | 15. | 22 czerwca 2013      | ’s-Hertogenbosch   | Trawiasta     | Maks Mirny        | Andre Begemann Martin Emmrich         | 6:3, 7:6(4)                   |
| Zwycięzca     | 16. | 6 października 2013  | Pekin              | Twarda        | Maks Mirny        | Fabio Fognini Andreas Seppi           | 6:4, 6:2                      |
| Zwycięzca     | 17. | 9 lutego 2014        | Zagrzeb            | Twarda (hala) | Jean-Julien Rojer | Philipp Marx Michal Mertiňák          | 3:6, 6:4, 10–2                |
| Finalista     | 14. | 16 lutego 2014       | Rotterdam          | Twarda (hala) | Jean-Julien Rojer | Michaël Llodra Nicolas Mahut          | 2:6, 6:7(4)                   |
| Zwycięzca     | 18. | 12 kwietnia 2014     | Casablanca         | Ceglana       | Jean-Julien Rojer | Tomasz Bednarek Lukáš Dlouhý          | 6:2, 6:2                      |
| Zwycięzca     | 19. | 27 kwietnia 2014     | Bukareszt          | Ceglana       | Jean-Julien Rojer | Mariusz Fyrstenberg Marcin Matkowski  | 6:4, 6:4                      |
| Zwycięzca     | 20. | 21 czerwca 2014      | ’s-Hertogenbosch   | Trawiasta     | Jean-Julien Rojer | Santiago González Scott Lipsky        | 6:3, 7:6(3)                   |
| Zwycięzca     | 21. | 3 sierpnia 2014      | Waszyngton         | Twarda        | Jean-Julien Rojer | Sam Groth Leander Paes                | 7:5, 6:4                      |
| Zwycięzca     | 22. | 28 września 2014     | Shenzhen           | Twarda        | Jean-Julien Rojer | Sam Groth Chris Guccione              | 6:4, 7:6(4)                   |
| Zwycięzca     | 23. | 5 października 2014  | Pekin              | Twarda        | Jean-Julien Rojer | Julien Benneteau Vasek Pospisil       | 6:7(6), 7:5, 10–5             |
| Zwycięzca     | 24. | 26 października 2014 | Walencja           | Twarda (hala) | Jean-Julien Rojer | Kevin Anderson Jérémy Chardy          | 6:4, 6:2                      |
| Finalista     | 15. | 17 stycznia 2015     | Sydney             | Twarda        | Jean-Julien Rojer | Rohan Bopanna Daniel Nestor           | 4:6, 6:7(5)                   |
| Zwycięzca     | 25. | 15 lutego 2015       | Rotterdam          | Twarda (hala) | Jean-Julien Rojer | Jamie Murray John Peers               | 3:6, 6:3, 10–8                |
| Finalista     | 16. | 23 maja 2015         | Nicea              | Ceglana       | Jean-Julien Rojer | Mate Pavić Michael Venus              | 6:7(4), 6:2, 8–10             |
| Zwycięzca     | 26. | 11 lipca 2015        | Wimbledon, Londyn  | Trawiasta     | Jean-Julien Rojer | Jamie Murray John Peers               | 7:6(5), 6:4, 6:4              |
| Zwycięzca     | 27. | 22 listopada 2015    | Londyn             | Twarda (hala) | Jean-Julien Rojer | Rohan Bopanna Florin Mergea           | 6:4, 6:3                      |
| Zwycięzca     | 28. | 25 kwietnia 2016     | Bukareszt          | Ceglana       | Florin Mergea     | Chris Guccione André Sá               | 7:5, 6:4                      |
| Zwycięzca     | 29. | 8 maja 2016          | Madryt             | Ceglana       | Jean-Julien Rojer | Rohan Bopanna Florin Mergea           | 6:4, 7:6(5)                   |
| Finalista     | 17. | 12 sierpnia 2016     | Rio de Janeiro     | Twarda        | Florin Mergea     | Marc López Rafael Nadal               | 2:6, 6:3, 4:6                 |
| Finalista     | 18. | 21 sierpnia 2016     | Cincinnati         | Twarda        | Jean-Julien Rojer | Ivan Dodig Marcelo Melo               | 6:7(5), 7:6(5), 6–10          |
| Zwycięzca     | 30. | 4 marca 2017         | Dubaj              | Twarda        | Jean-Julien Rojer | Rohan Bopanna Marcin Matkowski        | 4:6, 6:3, 10–3                |
| Zwycięzca     | 31. | 27 maja 2017         | Genewa             | Ceglana       | Jean-Julien Rojer | Juan Sebastián Cabal Robert Farah     | 2:6, 7:6(9), 10–6             |
| Zwycięzca     | 32. | 25 sierpnia 2017     | Winston-Salem      | Twarda        | Jean-Julien Rojer | Julio Peralta Horacio Zeballos        | 6:3, 6:4                      |
| Zwycięzca     | 33. | 8 września 2017      | US Open, Nowy Jork | Twarda        | Jean-Julien Rojer | Feliciano López Marc López            | 6:4, 6:3                      |
| Zwycięzca     | 34. | 3 marca 2018         | Dubaj              | Twarda        | Jean-Julien Rojer | James Cerretani Leander Paes          | 6:2, 7:6(2)                   |
| Zwycięzca     | 35. | 24 sierpnia 2018     | Winston-Salem      | Twarda        | Jean-Julien Rojer | James Cerretani Leander Paes          | 6:4, 6:2                      |
| Finalista     | 19. | 4 listopada 2018     | Paryż              | Twarda (hala) | Jean-Julien Rojer | Marcel Granollers Rajeev Ram          | 4:6, 4:6                      |
| Finalista     | 20. | 17 lutego 2019       | Rotterdam          | Twarda (hala) | Jean-Julien Rojer | Jérémy Chardy Henri Kontinen          | 6:7(5), 6:7(4)                |
| Zwycięzca     | 36. | 12 maja 2019         | Madryt             | Ceglana       | Jean-Julien Rojer | Diego Schwartzman Dominic Thiem       | 6:2, 6:3                      |
| Finalista     | 21. | 4 sierpnia 2019      | Waszyngton         | Twarda        | Jean-Julien Rojer | Raven Klaasen Michael Venus           | 6:3, 3:6, 2–10                |
| Zwycięzca     | 37. | 27 października 2019 | Bazylea            | Twarda (hala) | Jean-Julien Rojer | Taylor Fritz Reilly Opelka            | 7:5, 6:3                      |
| Finalista     | 22. | 7 marca 2021         | Rotterdam          | Twarda (hala) | Kevin Krawietz    | Nikola Mektić Mate Pavić              | 6:7(7), 2:6                   |
| Finalista     | 23. | 25 kwietnia 2021     | Barcelona          | Ceglana       | Kevin Krawietz    | Juan Sebastián Cabal Robert Farah     | 4:6, 2:6                      |
| Zwycięzca     | 38. | 20 czerwca 2021      | Halle              | Trawiasta     | Kevin Krawietz    | Félix Auger-Aliassime Hubert Hurkacz  | 7:6(4), 6:4                   |
| Finalista     | 24. | 18 lipca 2021        | Hamburg            | Ceglana       | Kevin Krawietz    | Tim Pütz Michael Venus                | 3:6, 7:6(3), 8–10             |

#### Gra mieszana (1–2)
| Końcowy wynik | Nr | Data             | Turniej                    | Nawierzchnia | Partnerka             | Przeciwnicy                       | Wynik finału   |
| ------------- | -- | ---------------- | -------------------------- | ------------ | --------------------- | --------------------------------- | -------------- |
| Zwycięzca     | 1. | 29 stycznia 2012 | Australian Open, Melbourne | Twarda       | Bethanie Mattek-Sands | Jelena Wiesnina Leander Paes      | 6:3, 5:7, 10–3 |
| Finalista     | 1. | 26 stycznia 2014 | Australian Open, Melbourne | Twarda       | Sania Mirza           | Kristina Mladenovic Daniel Nestor | 3:6, 2:6       |
| Finalista     | 2. | 31 stycznia 2016 | Australian Open, Melbourne | Twarda       | Coco Vandeweghe       | Jelena Wiesnina Bruno Soares      | 4:6, 6:4, 5–10 |

### Osiągnięcia w turniejach Wielkiego Szlema i ATP Tour Masters 1000 (gra podwójna)
| Turniej                  | 2007         | 2008         | 2009                      | 2010                      | 2011                      | 2012                      | 2013                      | 2014                      | 2015                      | 2016                      | 2017                      | 2018                      | 2019                      | 2020                      | 2021                      | Wygrane turnieje | Bilans w turnieju |
| Wielki Szlem             | Wielki Szlem | Wielki Szlem | Wielki Szlem              | Wielki Szlem              | Wielki Szlem              | Wielki Szlem              | Wielki Szlem              | Wielki Szlem              | Wielki Szlem              | Wielki Szlem              | Wielki Szlem              | Wielki Szlem              | Wielki Szlem              | Wielki Szlem              | Wielki Szlem              | Wielki Szlem     | Wielki Szlem      |
| ------------------------ | ------------ | ------------ | ------------------------- | ------------------------- | ------------------------- | ------------------------- | ------------------------- | ------------------------- | ------------------------- | ------------------------- | ------------------------- | ------------------------- | ------------------------- | ------------------------- | ------------------------- | ---------------- | ----------------- |
| Australian Open          | –            | –            | 3R                        | 2R                        | 1R                        | SF                        | 2R                        | 2R                        | SF                        | QF                        | 3R                        | 2R                        | 1R                        | 2R                        | 3R                        | 0 / 13           | 22–13             |
| French Open              | –            | 2R           | 2R                        | 1R                        | QF                        | 2R                        | 2R                        | 3R                        | SF                        | 2R                        | 3R                        | –                         | QF                        | 3R                        | QF                        | 0 / 13           | 24–13             |
| Wimbledon                | –            | –            | 3R                        | F                         | F                         | F                         | 3R                        | 3R                        | W                         | 1R                        | 1R                        | –                         | QF                        | NH                        | 2R                        | 1 / 11           | 31–10             |
| US Open                  | –            | 2R           | 2R                        | 3R                        | QF                        | 3R                        | 1R                        | 3R                        | QF                        | 3R                        | W                         | 2R                        | 1R                        | SF                        | QF                        | 1 / 14           | 28–13             |
| Bilans spotkań           | 0–0          | 2–2          | 6–4                       | 8–4                       | 11–4                      | 12–4                      | 4–4                       | 7–4                       | 16–3                      | 6–4                       | 10–3                      | 2–2                       | 6–4                       | 6–3                       | 9–4                       | N/A              | 105–49            |
| ATP Finals               |              |              |                           |                           |                           |                           |                           |                           |                           |                           |                           |                           |                           |                           |                           |                  |                   |
| ATP Finals               | –            | –            | –                         | –                         | RR                        | RR                        | –                         | RR                        | W                         | –                         | RR                        | –                         | RR                        | –                         | RR                        | 1 / 7            | 9–14              |
| ATP Tour Masters 1000    |              |              |                           |                           |                           |                           |                           |                           |                           |                           |                           |                           |                           |                           |                           |                  |                   |
| Indian Wells             | –            | –            | –                         | –                         | 1R                        | 2R                        | –                         | 1R                        | 1R                        | 1R                        | QF                        | 2R                        | QF                        | NH                        | QF                        | 0 / 9            | 8–9               |
| Miami                    | 1R           | –            | –                         | 1R                        | QF                        | 1R                        | –                         | 1R                        | QF                        | 1R                        | 2R                        | 2R                        | 1R                        | NH                        | QF                        | 0 / 11           | 8–11              |
| Monte Carlo              | –            | –            | –                         | –                         | 2R                        | 2R                        | QF                        | 1R                        | 2R                        | 2R                        | 2R                        | 2R                        | 1R                        | NH                        | 1R                        | 0 / 10           | 1–9               |
| Madryt                   | –            | –            | –                         | 2R                        | 1R                        | F                         | QF                        | 2R                        | 2R                        | W                         | 1R                        | –                         | W                         | NH                        | 2R                        | 2 / 10           | 15–8              |
| Rzym                     | –            | –            | –                         | –                         | QF                        | SF                        | SF                        | 1R                        | QF                        | 2R                        | 1R                        | –                         | 1R                        | 1R                        | QF                        | 0 / 10           | 9–10              |
| Montreal/Toronto         | –            | –            | –                         | 2R                        | 2R                        | SF                        | 2R                        | QF                        | QF                        | SF                        | 2R                        | QF                        | 2R                        | NH                        | SF                        | 0 / 11           | 13–11             |
| Cincinnati               | –            | –            | –                         | 1R                        | 2R                        | W                         | 2R                        | QF                        | QF                        | F                         | QF                        | SF                        | 1R                        | QF                        | 2R                        | 1 / 12           | 18–11             |
| Szanghaj                 | –            | –            | –                         | 2R                        | QF                        | 2R                        | 1R                        | 2R                        | 2R                        | –                         | SF                        | 2R                        | 2R                        | NH                        | NH                        | 0 / 9            | 6–9               |
| Paryż                    | –            | –            | –                         | 1R                        | 2R                        | 2R                        | SF                        | SF                        | QF                        | 2R                        | SF                        | F                         | 1R                        | –                         | 2R                        | 0 / 11           | 12–11             |
| Hamburg                  | –            | –            | Nie ATP Tour Masters 1000 | Nie ATP Tour Masters 1000 | Nie ATP Tour Masters 1000 | Nie ATP Tour Masters 1000 | Nie ATP Tour Masters 1000 | Nie ATP Tour Masters 1000 | Nie ATP Tour Masters 1000 | Nie ATP Tour Masters 1000 | Nie ATP Tour Masters 1000 | Nie ATP Tour Masters 1000 | Nie ATP Tour Masters 1000 | Nie ATP Tour Masters 1000 | Nie ATP Tour Masters 1000 | 0 / 0            | 0–0               |
| Bilans spotkań           | 0–1          | 0–0          | 0–0                       | 3–6                       | 5–9                       | 12–8                      | 8–7                       | 7–9                       | 6–9                       | 9–7                       | 10–9                      | 10–6                      | 8–8                       | 2–2                       | 10–8                      | N/A              | 90–89             |
| Ranking na koniec sezonu |              |              |                           |                           |                           |                           |                           |                           |                           |                           |                           |                           |                           |                           |                           |                  |                   |
|                          | 175          | 87           | 46                        | 19                        | 12                        | 9                         | 23                        | 16                        | 2                         | 19                        | 8                         | 27                        | 19                        | 22                        | 17                        | N/A              | N/A               |

Legenda
     W, wygrał turniej
     F, przegrał w finale
     SF, przegrał w półfinale
     QF, przegrał w ćwierćfinale
     4R, 3R, 2R, 1R przegrał w IV, III, II, I rundzie
     RR, odpadł w fazie grupowej
     –, nie startował w turnieju głównym
     NH, turniej nie odbył się